# Verenigd Thora-Jodendom
Verenigd Thora-Jodendom (Hebreeuws: יהדות התורה - Jahadoet ha-Tora(h) / Yahadut HaTorah) ('Thora-Jodendom') is een Israëlische, charedisch-joodse politieke partij. 
De partij betreft een alliantie van twee fracties, Agudat Yisrael (Bond van Israël) en Degel HaTorah (Vlag van de Thora), die sinds 1992 samen de verkiezingen ingingen en geregeld uiteengaan in het parlement. Partijleiders zijn Yitzhak Goldknopf (namens Agudat Yisrael) en Moshe Gafni (namens Degel HaTorah).

## Oprichting
In 1992 werd het Verenigd Thora-Jodendom gevormd uit twee afzonderlijke charedische (ultraorthodox-joodse) partijen van asjkenazische snit:
- het chassidische Agudat Yisrael (Bond van Israël) (of Agoedas Jisroël volgens de asjkenazische uitspraak)
- het niet-chassidische maar mitnagdische (ook wel aangeduid als Litouwse) Degel HaTorah (Vlag van de Thora).

Beide partijen blijven autonoom binnen de alliantie.
Degel HaTorah en Agudat Yisrael zijn beide sterk gekant tegen het (seculier) zionisme en in wezen ook tegen de Staat Israël die zij een seculiere creatie vinden. Het ware Israël zal worden opgericht door de Messias volgens hen. Nu de Staat Israël een feit is, moet deze staat zich zo veel mogelijk houden aan de Thora en de traditie. In beide partijen spelen rabbijnen als geestelijke leiders een belangrijke rol; zij worden door de partijen geconsulteerd bij belangrijke beslissingen en het te volgen beleid. De belangrijkste geestelijke leiders van Degel HaThora zijn rabbijn Yosef Sholom Eliashiv en Rabbi Aharon Leib Shteinman. Zij zijn lid van de Moetzes Gedolei Hathora, een raad van zeer hoge rabbijnen. Enkele parlementsleden van Agoedat Jisrael zijn rabbijn Meir Porush (een chassied van de Boyan-beweging), rabbijn Yaakov Litzman (een chassied van de Ger-beweging, in de Jiddische benaming een "Gerer chassid"), rabbijn Yisroel Eichler (een Belzer chassid) en rabbijn Shmuel Halpert (een Vizhnitzer chassid). Zij behoren tot de Chassidische bewegingen en opereren aan de hand van instructies die ze van hun Rebbes krijgen. Wegens hun oppositie tegen het zionisme nemen partijleden enkel rollen als vice-ministers aan en niet als volwaardige ministers.
Anders dan binnen andere politieke partijen hebben parlementsleden van VTJ, zowel die van Degel HaThora als die van Agoedat Jisrael, eigenlijk niets te zeggen. Zij volgen enkel de instructies op die zij van de - hierboven genoemde - grote leiders van het charedisch jodendom ontvangen. Zelf hebben ze weinig macht, al is het wel tevens hun taak om hun leiders op de hoogte te houden van politieke ontwikkelingen, zodat die leiders hen het juiste advies kunnen geven.
De partij tekent steeds een restzetelverdrag met de andere charedische partij, Shas.

## Verkiezingen van 2003

### Knesset
Bij de Israëlische parlementsverkiezingen van 2003 behaalde het Verenigd Thora-Jodendom 4,29% van de stemmen (1999: 3,4%), goed voor 5 zetels (1999: 5).

### Burgemeesterschap Jeruzalem
In juni 2003 won rabbijn Uri Lupolianski, de kandidaat van het Verenigd Thora-Jodendom en behorend tot de Degel HaThora-fractie, de verkiezingen voor de nieuwe burgemeester van Jeruzalem. Hij werd daarmee de eerste verkozen ultraorthodoxe burgemeester van de hoofdstad. In 2008 deed hij niet mee aan de burgemeestersverkiezingen en wist verkiezingskandidaat rabbijn Meir Porush (van de Agoedat Jisrael-fractie) de burgemeesterszetel niet voor het Verenigd Thora-Jodendom te behouden.

## Splitsing in 2004
In januari 2004 viel het Verenigd Thora-Jodendom uiteen in de twee afzonderlijke facties waaruit het in 1992 was gevormd. Reden voor de splitsing was de verdeeldheid die was ontstaan over toetreding tot het kabinet-Sharon. Agoedat Jisrael was vóór toetreding tot de regering, Degel HaThora was tegen. Toen Agoedat Jisrael-leden tot de regering toetraden, stapte Degel HaThora uit het Verenigd Thora-Jodendom. Hiermee kwam er voorlopig een einde aan het verbond.

## Hereniging
In december 2005 vond er een ontmoeting plaats tussen afgevaardigden van Agoedat Jisrael en Degel HaThora met als doel de ruzie bij te leggen en tot een hereniging te komen, vooral met het oog op de Israëlische parlementsverkiezingen in maart 2006. Later werd er zelfs - voor het eerst in de geschiedenis van de partij - een partijcongres gehouden. In februari 2006 werd officieel bekendgemaakt dat Agoedat Jisrael en Degel HaThora zich opnieuw hadden verenigd tot het Verenigd Thora-Jodendom en men met een gezamenlijke lijst meedeed aan de parlementsverkiezingen. Men hoopte 5 of 6 zetels te behalen in de Knesset (het werden er 6).

## Standpunt inzake de Westelijke Jordaanoever
Het Verenigd Thora-Jodendom heeft formeel geen standpunt over de bezetting van de Westelijke Jordaanoever, omdat volgens hen Joden zich overal moeten kunnen vestigen zonder dat dit staatsvorming nodig maakt. De Staat Israël in haar huidige vorm is volgens het Verenigd Thora-Jodendom toch onvolmaakt; komst van de Messias zal het ware Israël, op zijn tijd, oprichten. In 2005 steunde Agoedat Israël de ontruiming van nederzettingen in de Westelijke Jordaanoever.
Omdat het Verenigd Thora-Jodendom het zionisme verwerpt kan het zowel deelnemen aan coalities met Likoed als met de Arbeidspartij.

## Standpunt inzake de algemene dienstplicht
Het Verenigd Thora-Jodendom wilde in principe de vrijstelling van de Israëlische dienstplicht, die Israëlische Jesjivah-studenten tot 2013 genoten, handhaven zoals in de wet Tal geregeld was. Bij de behandeling van het wetsvoorstel dat de Israëlische dienstplicht ook voor Israëlische ultra-orthodoxe joden verplicht stelde, op 23 juli 2013 in de Knesset, zei Meïr Porush tijdens zijn spreektijd  dat jesjiva-studenten de Thora zou blijven leren, zelfs als ze in handboeien naar de gevangenis zouden worden gevoerd (als ze dienst zouden weigeren) en deed zichzelf een handboei om aan een hand die hij met de andere handboei aan de microfoon vastketende. Het duurde een paar minuten om de handboeien weer los te maken. De wet werd toch aangenomen en er dienen al jesjiva-studenten in het Israëlische leger. Op 3 december 2013 werd een 19-jarige jesjiva-student gevangengezet, omdat hij dienst weigerde.

## Bewindslieden in hetkabinet-Netanyahu II(2009-2013)
- Yaakov Litzman (Agoedat Jisrael), viceminister voor volksgezondheid (zonder minister van Volksgezondheid boven hem, behalve Netanyahu) van 6 april 2009 tot 18 maart 2013
- Meir Porush (Agoedat Jisrael), viceminister voor onderwijs van 6 april 2009 tot 6 februari 2011
- (Menachem) Eliezer Moses (Agoedat Jisrael), viceminister voor onderwijs van 9 februari 2011 tot 18 maart 2013

## Bewindslieden in hetkabinet-Netanyahu IV(2015-2020)
- Yaakov Litzman (Agoedat Jisrael), minister van Volksgezondheid (in eerste instantie viceminister)
- Meir Porush (Agoedat Jisrael), viceminister voor onderwijs

## Verkiezingsresultaten
| Zetelverdeling periode oprichting-heden | Knesset-leden namens Agudat Yisrael | Knesset-leden namens Degel HaTorah |
| --------------------------------------- | --- | --- |
| 13e Knesset (1992): 4                   | Shmuel Halpert; Avraham Verdiger; Menachem Porush; Avraham Yosef Shapira                                                                                            | Moshe Gavni; Avraham Ravitz |
| 13e Knesset (1992): 4                   | Shmuel Halpert; Avraham Verdiger; Menachem Porush; Avraham Yosef Shapira                                                                                            | namens Moria: Yitzhak Chayim Peretz |
| 14e Knesset (1996): 4                   | Shmuel Halpert; Avraham Leizerson; Meir Porush | Moshe Gavni; Avraham Ravitz |
| 15e Knesset (1999): 5                   | Shmuel Halpert; Ya'akov Litzman; Meir Porush | Moshe Gavni; Avraham Ravitz |
| 16e Knesset (2003): 5                   | Yisrael Eichler; Ya'akov Litzman; Meir Porush; Shmuel Halpert | Moshe Gavni; Avraham Ravitz |
| 17e Knesset (2006): 6                   | Ya'akov Litzman; Meir Porush; Shmuel Halpert; Ya'akov Cohen; Yehoshua Pollack                                                                                       | Avraham Ravitz; Moshe Gavni; Uri Maklev |
| 18e Knesset (2009): 5                   | Ya'akov Litzman; Meir Porush; Eliezer Moses | Moshe Gafni; Uri Maklev |
| 19e Knesset (2013): 7                   | Ya'akov Litzman; Meir Porush; Eliezer Moses; Israel Eichler | Moshe Gafni; Uri Maklev; Ya'akov Asher |
| 20e Knesset (2015): 6                   | Ya'akov Litzman; Meir Porush (later vervangen door Ya'akov Asher); Eliezer Moses; Israel Eichler                                                                    | Moshe Gafni; Uri Maklev; Ya'akov Asher |
| 21e Knesset (2019): 8                   | Ya'akov Litzman; Meir Porush; Israel Eichler; Ya'akov Tessler | Moshe Gafni; Uri Maklev; Ya'akov Asher; Yitzhak Ze'ev Pindrus                                                                                              |
| 22e Knesset (2019): 7                   | Ya'akov Litzman; Meir Porush; Israel Eichler; Ya'akov Tessler | Moshe Gafni; Uri Maklev; Ya'akov Asher |
| 23e Knesset (2020): 7                   | Ya'akov Litzman (op 24 juni 2020 vervangen door Eliyahu Hasid); Meir Porush (op 19 juni 2020 vervangen door Yitzhak Ze'ev Pindros); Israel Eichler; Ya'akov Tessler | Moshe Gafni; Uri Maklev (op 24 juni 2020 vervangen door Eliyahu Baruchi, die zelf op 15 september 2020 door Ya'akov Litzman vervangen werd); Ya'akov Asher |
| 24e Knesset (2021): 7                   | Ya'akov Litzman; Meir Porush; Israel Eichler | Moshe Gafni; Uri Maklev; Ya'akov Asher; Yitzhak Ze'ev Pindrus                                                                                              |
| 25e Knesset (2022): 7                   | Israel Eichler; Yitzchak Issaschar Goldknop; Meir Porush; Ya'akov Tesler                                                                                            | Yakov Asher; Moshe Gafni; Uri Maklev |